# Vladimer Apțiauri
Vladimer Apțiauri (georgiană ვლადიმერ აფციაური, rusă Владимир Степанович Апциаури; n. 4 februarie 1962, Manglisi, Tetri Tsqaro Municipality⁠(d), Kvemo Karti, Georgia – d. 14 mai 2012, Tbilisi, Georgia) a fost un scrimer sovietic de origine georgiană, specializat pe floretă.

## Biografie
A fost laureat cu aur la individual și pe echipe la Jocurile Bunăvoinței din 1986, organizate în Moscova ca răspuns la boicotul american al Jocurilor Olimpice din 1980 și la boicotul sovietic al Jocurilor Olimpice din 1984.  A devenit campion olimpic pe echipe la Jocurile Olimpice de vară din 1988 de la Seul, după ce Uniunea Sovietică a trecut în finală de Germania de Vest. A fost și campion mondial în 1982 și laureat cu bronz mondial în 1985 și în 1990, tot pe echipe.

### Antrenor
După ce a pus punct carierei a devenit antrenor de scrimă în țara sa natală, Georgia. Din 1996 până în 2006 a fost antrenor național în Kuweit. Din 2006 până la moartea sa a fost vicepreședinte al Federației Georgiană de Scrimă.
Vladimer Apțiauri a fost maestru emerit al sportului din Uniunea Sovietică și decorat cu ordinul „Vakhtang Gorgasal”, clasa II. A fost inclus în „Hall of Fame-ul” scrimei de Federației Internaționale de Scrimă în anul 2013.